# Răzvan Sava
Răzvan Sava, né le 21 juin 2002 à Timișoara en Roumanie, est un footballeur roumain qui joue au poste de gardien de but au Udinese Calcio.

## Biographie

### En club
Né à Timișoara en Roumanie, Răzvan Sava commence le football avec le club local du LPS Banatul Timișoara. Il est ensuite formé en Italie, au Pro Sesto 1913 puis à la Juventus FC. En janvier 2020 il est prêté à l'US Lecce où il intègre l'équipe des moins de 19 ans du club.
Le 26 septembre 2020, Răzvan Sava quitte définitivement la Juventus pour rejoindre le Torino FC.
Le 28 janvier 2022, Răzvan Sava retourne en Roumanie en signant en faveur du CFR Cluj.
Sava joue son premier match en professionnel avec ce club, le 14 août 2022, lors d'une rencontre de championnat face au FC Botoșani. Il est titularisé et son équipe est battue par un but à zéro.
Le 23 août 2024, Răzvan Sava est transféré pour 2,5 millions d'euros à l'Udinese Calcio et signe un contrat courant jusqu'en 2028.

### En sélection
Răzvan Sava représente la Roumanie en sélection. Il commence avec l'équipe des moins de 16 ans, jouant deux matchs en 2018 avec cette sélection.
Avec les moins de 18 ans, Răzvan Sava joue un total de huit matchs entre 2018 et 2019.
Răzvan Sava joue son premier match avec l'équipe de Roumanie espoirs le 12 septembre 2023 contre l'Albanie. Il est titularisé et son équipe est battue par trois buts à deux.